# Франциск II (король Обеих Сицилий)
Франциск II, Франческо II (итал. Francesco II; 16 января 1836, Неаполь — 27 декабря 1894, Арко, Австро-Венгрия) — последний король Обеих Сицилий (1859—1861). Сын Фердинанда II из династии Бурбонов. 

## Биография
Воспитан в религиозном духе отцами-пиарами. Современники описывали его как человека набожного, робкого и безынициативного. Вступил на престол в разгар борьбы за воссоединение Италии. Подданные презрительно прозвали его уменьшительным Franceschiello, а также Лазанья за необычайное пристрастие к этому блюду.
Пытался укрепить своё положение в стране с помощью Австрии. В первый год правления Фердинанда главным министром был Филанджери, склонный к реформам в либеральном духе. Но результаты франко-австрийской войны 1859 года так напугали короля и окружавших его военных и духовных аристократов, что Филанджери получил отставку. В 1859 году король отклонил выгодный союз, который предлагал ему Кавур, и готов был уже послать осенью 1859 года свои войска в Романью, чтобы отобрать её у Сардинского королевства в пользу папы.
После высадки отряда Гарибальди 11 мая 1860 года в Сицилии в начале июня 1860 года Франциск просил Наполеона III о поддержке и заступничестве. Наполеон III потребовал независимости Сицилии, дарования конституции Неаполю и союза Франциска с Сардинским королевством. Франциск несколько дней колебался, но в конце концов, с незначительными оговорками, согласился на эти условия, с надеждой их не исполнить. 25 июня он даровал конституцию Неаполю. 27 августа Франциск послал к Гарибальди парламентера, с обещанием, если Гарибальди пожелает помириться с ним, дать ему 50 тысяч своего войска для войны с австрийцами или с добровольцами, охраняющими папскую область. Это предложение не соблазнило Гарибальди. Уже 6 сентября 1860 года революционные события вынудили Франциска бежать из Неаполя в крепость Гаэту. В результате плебисцита 21 октября 1860 года территория королевства Обеих Сицилий была присоединена к Сардинскому королевству (с 1861 года — единое Итальянское государство). 
5 ноября 1860 года сардинские войска приступили к осаде Гаэты. После падения осаждённой Гаэты 13 февраля 1861 года, находился до 1870 года в папском Риме, откуда вел деятельные сношения с главарями разбойничьих шаек, существовавших на юге Неаполитанского королевства и сражавшихся теперь за Бурбонов.
Франциск протестовал против принятия Виктором-Эммануилом титула итальянского короля, последующую часть жизни провёл в скитаниях по Австрии, Франции и Баварии (его жена Мария София была баварской принцессой). Умер в Арко и был похоронен там же. Лишь в 1984 году его останки были перенесены в неаполитанскую базилику Санта-Кьяра. В декабре 2020 года Ватикан объявил о начале процесса канонизации короля Франциска.
Детей не имел. Его наследником и следующим главой дома сицилийских Бурбонов стал его брат Альфонс.

## Награды
- орден Св. Андрея Первозванного (27.11.1845)[7].